# 东阳镇 (晋中市)
东阳镇，是中华人民共和国山西省晋中市榆次区下辖的一个乡镇级行政单位。

## 行政区划
东阳镇下辖以下地区：
东阳村、上丁里村、孟高庄村、北社村、德音村、西阳村、庞志村、彭村、下丁里村、岂家庄村、车辋村、王寨村、南庄村、西范村、北席村、开白村、要村、逯村、魏岳村、圣许村和谷训村。

## 中国传统村落
2013年8月，车辋村获批第二批中国传统村落。